# بوريس توراييف
بوريس ألكساندروفيتش توراييف (1868 - 1920) (بالروسية: Бори́с Алекса́ндрович Тура́ев) كان باحثًا روسيًا درس الشرق الأدنى القديم (بشكل أساسي مصر القديمة والنوبة). تم قبوله في االأكاديمية الروسية للعلوم في عام 1918.

## مسيرته
بعد تخرجه من جامعة سانت بطرسبرغ الحكومية سنة 1891 درس توراييف تحت إشراف جاستون ماسبيرو وأدولف إيرمان وعمل في متاحف برلين وباريس ولندن.
منذ عام 1896، ألقى محاضرات في جامعة سان بطرسبرج. وأصبح أستاذاً بهذه الجامعة منذ عام 1911.
بعد إنشاء متحف موسكو للفنون الجميلة، أقنع توراييف فلاديمير غولنشتشيف ببيع مجموعته من التماثيل المصرية القديمة إلى المتحف. ذهبت مجموعته الخاصة من الآثار المصرية إلى متحف هيرميتاج.
أبرز ما ألّف توراييف، كتاب «تاريخ الشرق القديم» (سنة 1911 في مجلدين)، حيث كانت هذه أول دراسة شاملة تحلل تاريخ وثقافة الشرق الأوسط القديم بأكمله (التي حددها تورايف من آسيا الوسطى وإيران في الشرق إلى قرطاج في الغرب). كما كتب كتبا عن الأدب المصري والأساطير.

## روابط خارجية
- Complete Bibliography of Boris Turayev (بالروسية)
- Turaev's History of the Ancient East online (بالروسية)